# Xylotoles griseus
Xylotoles griseus là một loài bọ cánh cứng trong họ Cerambycidae.